# Pozidna kuščarica
Pozidna kuščarica (znanstveno ime Podarcis muralis) je zelo razširjena vrsta kuščaric v Evropi in Severni Ameriki kjer jo imenujejo tudi evropska pozidna kuščarica. Živi po vsej Sloveniji in je najbolj razširjena kuščarica v Sloveniji.
Prvi je to vrsto kuščarice opisal Laurenti leta 1768. Znanstveno ime izhaja iz grščine Podarcis pomeni »gibčen« in »noge«, muralis pa iz latinščine in pomeni »zid«.
V mnogih delih svojega območja razširjenosti, ki zajema večino srednje in del južne Evrope, je pozidna kuščarica najbolj razširjena vrsta plazilcev. Ima raje suhe, sončne in kamnite habitate v severnih delih, proti jugu pa jo lahko najdemo tudi na bolj vlažnih in senčnih krajih.

## Osnovne značilnosti
Je precej majhna gibčna kuščarica, ki se obnaša kot tipična hladnokrvna žival, ki dobiva svojo energijo s sončnimi žarki in toploto. Hrani se z različnimi vrstami nevretenčarjev.
Glava je nizka in sploščena, gobček je kratek in zašiljen. Na glavi je ena zanosnična ploščica; gobčna in mednosnična sta razdvojeni z nadnosničnimi ploščicami. Nosna odprtina ni neposredno na gobčni ploščici. Na stegnih ima 15 do 22 femoralnih por (spremenjene kožne žleze). Zraste lahko do 20 centimetrov.
Luske na hrbtu so majhne in brez grebena. Osnovna barva hrbta je rjava.

## Podvrste
- Podarcis muralis muralis (LAURENTI, 1768) - navadna pozidna kuščarica
- Podarcis muralis albanica (BOLKAY, 1919)
- Podarcis muralis breviceps (BOULENGER, 1905)
- Podarcis muralis brogniardi (DAUDIN, 1802)
- Podarcis muralis brueggemanni (fide SCHWARZER et al. 1982)
- Podarcis muralis colosii (TADDEI, 1949)
- Podarcis muralis maculiventris (WERNER, 1891) - pegasta pozidna kuščarica
- Podarcis muralis merremia (RISSO, 1826)
- Podarcis muralis nigriventris (BONAPARTE, 1838)
- Podarcis muralis sammichelii (LANZA 1976)

### Navadna pozidna kuščarica
Navadna pozidna kuščarica je rjave barve, risba na trupu pa je slabo izražena. Pri samcih je trebuh rdeč, pri samicah pa rjaste barve. Grlo in trebuh sta pegasta. Ob straneh sta temnejši progi.

### Pegasta pozidna kuščarica
Hrbet je svetlo olivne ali rjave barve z močno vidno črno risbo na trupu. Trebuh je bel. Grlo in trebuh sta močno črno pegasta.